# Exidia
Exidia (ook wel trilzwammen) is een geslacht van schimmels behorend tot de familie Auriculariaceae. De typesoort is Exidia glandulosa. Na het drogen zijn de vruchtlichamen hard en hoornachtig, maar komen weer tot leven bij vochtig weer. De soorten van het geslacht zijn overwegend donker van kleur.

## Soorten
Het geslacht bestaat uit 38 soorten (peildatum februari 2023):
| Soortnaam                               | Auteur(s)                              | Publicatiejaar |
| --------------------------------------- | -------------------------------------- | -------------- |
| Exidia aeruginosa                       | P. Roberts                             | 2006           |
| Exidia ambipapillata                    | Lowy                                   | 1964           |
| Exidia antiguae                         | Lowy                                   | 1964           |
| Exidia badioumbrina                     | (Bres.) Neuhoff                        | 1936           |
| Exidia cartilaginea (Kraakbeentrilzwam) | S. Lundell & Neuhoff                   | 1935           |
| Exidia cokeri                           | L.S. Olive                             | 1958           |
| Exidia compacta                         | Lowy                                   | 1956           |
| Exidia cystidiata                       | L.S. Olive                             | 1954           |
| Exidia fragilis                         | L.S. Olive                             | 1954           |
| Exidia glandulosa (Eikentrilzwam)       | (Bull.) Fr.                            | 1822           |
| Exidia intumescens                      | (Sm.) Rea                              | 1922           |
| Exidia lagunensis                       | P.W. Graff                             | 1913           |
| Exidia lutea                            | Lowy                                   | 1964           |
| Exidia maracensis                       | Lowy                                   | 1987           |
| Exidia maya                             | Lowy                                   | 1964           |
| Exidia mexicana                         | Lowy                                   | 1965           |
| Exidia nigricans (Zwarte trilzwam)      | (With.) P. Roberts                     | 2009           |
| Exidia novozealandica                   | Lloyd                                  | 1925           |
| Exidia panamensis                       | Lowy                                   | 1976           |
| Exidia parvula                          | Rick                                   | 1958           |
| Exidia pergamena                        | Lowy                                   | 1975           |
| Exidia pusilla                          | P. Roberts                             | 1998           |
| Exidia qinghaiensis                     | S.R. Wang & Thorn                      | 2021           |
| Exidia recisa (Toltrilzwam)             | (Ditmar) Fr.                           | 1822           |
| Exidia reflexa                          | F. Wu, L.F. Fan & S.Y. Ye              | 2020           |
| Exidia repanda (Gekartelde trilzwam)    | Fr.                                    | 1822           |
| Exidia saccharina (Bruinesuikerzwam)    | Fr.                                    | 1822           |
| Exidia subglandulosa                    | F. Wu, L.F. Fan & S.Y. Ye              | 2020           |
| Exidia testacea                         | Raitv.                                 | 1971           |
| Exidia thuretiana (Stijfselzwam)        | (Lév.) Fr.                             | 1874           |
| Exidia tomentosa                        | (L.S. Olive) L.S. Olive                | 1954           |
| Exidia tucumanensis                     | Lowy                                   | 1962           |
| Exidia umbrinella                       | Bres.                                  | 1900           |
| Exidia uvapassa                         | Lloyd                                  | 1918           |
| Exidia villosa                          | Neuhoff                                | 1935           |
| Exidia vitrea                           | Rick                                   | 1958           |
| Exidia yadongensis                      | F. Wu, Qi Zhao, Zhu L. Yang & Y.C. Dai | 2020           |
| Exidia zelleri                          | Lloyd                                  | 1920           |